# Gérard Leleu
Pour les articles homonymes, voir Leleu.
Gérard Leleu, né le 28 septembre 1932 à Ronchin et mort le 2 octobre 2024 à Saint-Nazaire,, est un médecin et sexologue français, écrivain et conférencier. Auteur de nombreux ouvrages sur le couple et le plaisir, il est notamment connu pour son livre à succès : le Traité des caresses. Le livre fut un best-seller dans plusieurs pays, et s’est vendu à plus d'un million d'exemplaires.

## Biographie
D'abord anesthésiste-réanimateur en neurochirurgie pendant plusieurs années dans divers hôpitaux et cliniques, il devient psychothérapeute et sexologue à l'âge de quarante-cinq ans.
Il devient célèbre en écrivant le Traité des caresses. Dès lors, il enchaîne les titres, les conférences, les spectacles et les débats.
Il continue à participer à des débats sur divers médias jusqu'à sa mort.
Il est inhumé au cimetière de Marnac (Dordogne).

### Enfance et formation
Fortement frappé par les horreurs de la Seconde Guerre mondiale, il décidera  de faire des études de médecine, sa vocation première. Il sera alors médecin durant la guerre d'Algérie.

### Psychothérapeute-sexologue
En 1977, frustré par le manque de contacts humains dans son travail de l'époque, il décide à quarante-cinq ans de se consacrer, en tant que consultant, à diverses formes de psychothérapies : psychologie de la forme (Gestalt), psychanalyse, psychodrame, psychosynthèse, sexologie, sophrologie, etc. puis se spécialise en psychothérapie de couple et organise de nombreuses conférences sur le sujet de l'amour et de la communication dans le couple. Il a vendu plus d'un million d'exemplaires de son livre Le traité des caresses en 1982.

## Publications et spectacles

### Le Traité des caresses
« L’art des caresses est infini, comme la sensualité »

— Gérard Leleu, Le Traité des caresses
Véritable hymne à la féminité, cet ouvrage de référence a rendu célèbre son auteur puisqu'il est vendu à plus d'un million d'exemplaires depuis 1983. Il est toujours réédité actuellement et demeure le premier ouvrage français du genre. Il est consacré à l'art de dispenser des caresses, celles de la peau divisée en trois zones géographiques érotiques : les trois cercles du plaisir (dont le premier qui peut recevoir la caresse intérieure ou vaginale qui n'est qu'un aboutissement des préliminaires amoureux des deux autres cercles, pour aboutir à l'orgasme.), la redécouverte érotique de son corps ou du corps de l'autre, un peu d'histoire sur l'origine des rapports humains, le point G, etc. Véritable imagier de l'amour-tendresse dans le couple, l'auteur emploie un style d'écriture métaphorique qui lui est propre et rend la lecture attirante. Le livre, véritable étude, se lit alors comme un roman.[non neutre]

### Le Nouveau couple
Gérard Leleu habitait à Marnac, dans le Périgord, où il organise des stages de préparation ou de réparation de la vie à deux dans le cadre de l’association de type loi 1901 : L’Art-en-ciel. Il y organise aussi un spectacle annuel : La colline espérée, décrivant le couple dans son ensemble, tout au long de l'évolution et à partir de la préhistoire et de l'influence du matriarcat dans ces temps anciens. C'est un cheminement de retrouvailles et de réconciliation entre l'homme et la femme dans leur sexualité renouvelée, débarrassée de l'influence des points négatifs du patriarcat. Selon Gérard Leleu, toutes les religions patriarcales auraient joué un rôle important dans l'inhibition du plaisir sexuel féminin moderne.

## Œuvres
| Titre | Éditeur                | N° d'ISBN                              | Date de parution (An-Mois-Jour) |
| --- | ---------------------- | -------------------------------------- | ------------------------------- |
| Amour et calories | J'ai lu Bien-être      | (ISBN 978-2-08-201015-3 et 2082010155) | 2001-01-22                      |
| Comment le rendre fou (de vous) Les caresses magiques que chaque femme devrait connaître                                    | Leduc.s Editions Poche | (ISBN 978-2-84899-145-0 et 2848991453) | 2007-03-19                      |
| De la peur à l'amour Réconcilier enfin l'homme et la femme Paru sous un autre titre : la Mâle peur, J'ai lu Bien-être       | J'ai lu Bien-être      | (ISBN 978-2-290-34658-7 et 2290346586) | 2005-04-08                      |
| L'art de bien dormir à deux                                                                                                 | J'ai lu Bien-être      | (ISBN 978-2-290-34181-0 et 2290341819) | 2004-10-08                      |
| L'Écologie de l'amour Rétablir la communication pour une vie de couple épanouie                                             | J'ai lu Bien-être      | (ISBN 978-2-290-32670-1 et 2290326704) | 2003-07-15                      |
| L'Homme (nouveau) expliqué aux femmes Tout ce que vous avez toujours voulu savoir sur le premier sexe sans oser le demander | Leduc.s Editions       | (ISBN 978-2-84899-115-3 et 2848991151) | 2006-09-11                      |
| L'Intimité et le couple | J'ai lu Bien-être      | (ISBN 978-2-290-32164-5 et 2290321648) | 2002-10-30                      |
| La caresse de Vénus Les rêves secrets du clitoris                                                                           | Leduc.s Editions       | (ISBN 978-2-84899-053-8 et 2848990538) | 2005-03-14                      |
| La Fidélité et le couple | J'ai lu Bien-être      | (ISBN 978-2-290-34174-2 et 2290341746) | 2004-04-01                      |
| Le Jardin des caresses | Flammarion             | (ISBN 978-2-08-201478-6 et 2082014789) | 2000-11-30                      |
| Le Traité des caresses Mieux connaître la géographie sensuelle de son corps. Vivre une parfaite communication amoureuse     | J'ai lu Bien-être      | (ISBN 978-2-290-33630-4 et 2290336300) | 2003-05-01                      |
| Le Traité du désir Cultiver la flamme pour combattre la routine                                                             | J'ai lu Bien-être      | (ISBN 978-2-290-34172-8 et 229034172X) | 1999-04-01                      |
| Le Traité du plaisir Ou comment caresser la vie dans le bon sens                                                            | J'ai lu Bien-être      | (ISBN 978-2-290-34257-2 et 2290342572) | 2004-05-24                      |
| Sexualité La voie sacrée | Albin Michel           | (ISBN 978-2-226-14992-3 et 2226149929) | 2004-05-05                      |
| Le Traité des orgasmes | Leduc.s Editions       |                                        | 2007-11-26                      |
| Comment la rendre folle (de vous)                                                                                           | Leduc.s Editions Poche |                                        | 2008-02-25                      |
| L'art de la fellation L'art du cunnilingus                                                                                  | Leduc.s Editions Poche |                                        | 2008-06-23                      |